# Marcantonio Sabellico
Marco Antonio či Marcantonio Coccio nebo Cocci, avšak známější jako Sabellico (latinsky Marcus Antonius Coccius Sabellicus, * kolem roku 1436, Vicovaro – 19. dubna 1506, Benátky) byl italský historik na přelomu 15. a 16. století. Své příjmení Sabellico si zvolil podle své rodné obce v historickém kraji spjatým se Sabiny.

## Život
Byl členem římské akademie Pomponia Sabina Leta. Působil jako učitel rétoriky v Udine, Benátkách a Veroně a následně se začal věnovat psaní. Napsal množství spisů na téma rétoriky, benátské topografie a státní správě. Za svůj spis o historie Benátek (Decades rerum Venetarum) získal dóžete v roce 1486 privilegium, tj. autorská práva na ochranu plagiáty a kopiemi.
Sabellico byl správcem impozantní sbírky řeckých rukopisů uchovávaných v Dóžecím paláci v Benátkách, pocházejících z rabování provedených křižáky v roce 1204 v Konstantinopoli, ještě v době před příchodem kodexů kardinála Bessariona.

## Spisy
- De vetustate Aquileiae et Foriiulii, 6 knih (1482)
- Historiae rerum Venetarum ab urbe condita aneb Decades rerum Venetarum, 33 knih (Benátky 1487), v díle později pokračoval Pietro Bembo (digitalizovaná verze)
- Annotationes in Plinium (Benátky, 1487)
- De Venetis magistratibus (1488)
- Enneades sive Rhapsodia historiarum (1498-1504), napsaná v 92 knihách příběhů, pojednává o obecné historii
- Opera (Benátky 1502):
  - De situ Venetiae urbis, 3 knihy
  - Epistolarum familiarum, 12 knih
  - Orationes, 12 knih
  - De munitione sontiaca
  - De caede Sontiaca
  - De praetoris officio
  - De latinae linguae reparatione, 2 knihy
  - De officio scribae
  - Poemata
  - Genethliacum Venetae urbis
  - De apparatu Venetae urbis poema
  - De Vicetiae ortu & uetustate
  - De Italiae tumultu
  - De Coriolani luctu
  - De incendio carnico
  - De barionae Cymba
  - De Hunnii origine
  - De inventoribus artium
  - De laudibus Deiparae Virginis elegiae XIII
- De memorabilibus factis dictisque, Exempla, 10 knih (1507)